# Индепендент Хил (Вирџинија)
Индепендент Хил (енгл. Independent Hill) насељено је место без административног статуса у америчкој савезној држави Вирџинија.

## Демографија
По попису из 2010. године број становника је 7.419.
| Група             | 2000.    | 2010.         |
| Белци             | 0 (0,0%) | 5.155 (69,5%) |
| Афроамериканци    | 0 (0,0%) | 1.053 (14,2%) |
| Азијати           | 0 (0,0%) | 294 (4,0%)    |
| Хиспаноамериканци | 0 (0,0%) | 714 (9,6%)    |
| Укупно            | 0        | 7.419         |